# Opazujemo te (2006)
Opazujemo te (izviren angleški naslov: The Hills Have Eyes) je ameriška grozljivka iz leta 2006 in je remake istoimenskega filma Wesa Cravena iz leta 1977. Scenarij sta skupaj napisala Alexandre Aja in Grégory Levasseur, režiral pa ga je Aja. Film govori o družini, katero napade skupina morilnih mutantov, potem ko se jim je pokvaril avto v puščavi.
Film je bil izdan v ZDA in v Združenem kraljestvu 10. marca 2006. Zaslužil je 15.5 milijona USD že v začetku predvajanja v ZDA, kjer so si ga zaradi svoje nasilne vsebine lahko ogledali le odrasli, vendar so kmalu znižali te omejitve. Film je bil na DVD izdan 20. junija 2006. Nadaljevanje Opazujemo te 2 (The Hills Have Eyes 2) je bilo izdano 23. marca 2007.

## Vsebina
Mutant z imenom Pluto (Michael Bailey Smith) ubije skupino znanstvenikov. Kasneje Bob Carter (Ted Levine) in njegova žena Ethel Carter (Kathleen Quinlan), potujeta iz Clevelanda v San Diego za njuno obletnico. Z njima sta še najstniška otroka Bobby (Dan Byrd) in Brenda (Emilie de Ravin), odrasla hči Lynn (Vinessa Shaw), njen mož Doug Bukowski (Aaron Stanford), njuna majhna hči Catherine (Maisie Camilleri Preziosi), ter njuna nemška ovčarja Lepotica in Zver.
V puščavi v Novi Mehiki, na bencinski črpalki srečajo zaposlenega z imenom Jeb (Tom Bower), ki jim pove za bližnjico čez hribe. Ko se odločijo za bližnjico, jim nekaj na poti predre gume. Doug in Bob se odpravita po pomoč, ostanek družine pa ostane na mestu.
Bobby sledi panični Lepotici v hribe, kjer najde njeno izmaličeno truplo. Prestrašen pobegne vendar ponesrečeno pade in izgubi zavest. Mlada ženska mutantka Ruby (Laura Ortiz), ga najde in ga zaščiti pred njenim bratom Gogglom (Ezra Buzzington).
Doug med raziskovanjem najde dolino, polno različnih avtomobilov. Izkaže se, da je takšnih dolin polnih avtov več kot le ena.
Bob prispe do bencinske črpalke, kjer najde članke o izginotjih v okolišu. Ugotovi, da jih je Jeb z namenom usmeril na napačno pot, in ko ga sreča, pred njim Jeb naredi samomor. V strahu skuša Bob pobegniti, vendar ga vodja mutantov Papa Jupiter (Billy Drago), napade in ga s svojim starejšim sinom Lizardom (Robert Joy) in Plutom odvleče v svoje jame.
Bobby se vrne do avtodoma in ostalim ne pove za Lepotičino smrt, ker jih ne želi prestrašiti. To noč vse zbudijo Bobovi kriki in vsi razen Brende z dojenčkom odtečejo proti njemu. Boba najdejo živega zažganega, vendar ga ne morejo rešiti. Medtem se Lizard in Pluto odpravita do avtodoma, kjer Lizard pretepe in posili Brendo. Ko se Lynn vrne, ji Lizard začne piti mleko iz dojk, medtem ko s pištolo meri v njenega dojenčka. Ko se vrne še Ethel jo Lizard ustreli, Lynn ga nato zabode v nogo zaradi česar jo Lizard ustreli v glavo. Lizard in Pluto nato pobegneta z dojenčkom preden uspeta ubiti Brendo.
Doug in Bobby se vrneta v avtodom, kjer opazita kako Ethel in Lynn kmalu umreta. Goggla, ki je Carterjeve že lep čas opazoval, raztrga in ubije Zver. Zjutraj se Doug in Zver odpravita rešiti Catherine. Doug najde zapuščeno vasico za nuklearne teste, kjer ga onesposobi Big Mama (Ivana Turchetto). Ko se zbudi se reši iz zamrzovalne skrinje s človeškimi deli in nadaljuje iskanje. Med iskanjem sreča Big Braina (Desmond Askew). Potem ko mu Big Brain pove o izvoru mutantov, Douga napade Pluto, ki mu s sekiro odstrani dva prsta. Pluto ga skoraj ubije, vendar ga Doug nazadnje le ubije z njegovo sekiro.
Zunaj Doug ubije še enega mutanta Cysta (Gregory Nicotero) in nadaljuje z iskanjem. Potem, ko Big Brain naroči Lizardu, naj ubije Catherine, ga ubije Zver. Lizard jo želi ubiti, vendar ugotovi, da jo je vzela Ruby, katero opazi tudi Doug, zato ji sledi. Pri avtodomu medtem Brenda in Bobby nastavita eksplozivno past, katera na videz ubije Papo Jupitra.
Doug ujame Ruby, vendar preden mu jo da, ga napade Lizard. Lizard in Doug se spopadeta in Lizard je videti mrtev. Ko se Doug obrne se Lizard vstane in ga skuša ustreliti, vendar ga iz klifa sune Ruby in tako oba ubije. Bobby in Brenda odkrijeta, da je Papa Jupiter preživel, vendar ga Brenda dokončno ubije. ako se spet združijo z izčrpanim in krvavim Dougom, Catherine in Zverjo. Medtem jih neznan mutant opazuje skozi daljnogled.

## Igralci
- Aaron Stanford kot Doug Bukowski
- Kathleen Quinlan kot Ethel Carter
- Vinessa Shaw kot Lynn Carter-Bukowski
- Emilie de Ravin kot Brenda Carter
- Dan Byrd kot Bobby Carter
- Tom Bower kot Jeb, zaposlen na bencinski črpalki
- Billy Drago as Papa Jupiter
- Robert Joy kot Lizard
- Ted Levine kot "Veliki" Bob Carter
- Desmond Askew kot Big Brain
- Ezra Buzzington kot Goggle
- Michael Bailey Smith kot Pluto
- Laura Ortiz kot Ruby
- Maisie Camilleri Preziosi kot Catherine Bukowski
- Gregory Nicotero kot Cyst
- Ivana Turchetto kot Velika Mama
- Maxime Giffard kot prva žrtev
- Judith Jane Vallette kot Venus
- Adam Perrell kot Mercury